# ديون دفيئة
ديون دفيئة زراعية هذا المقياس يحدد الكمية من انبعاثات الغازات الدفيئة التي يُسمح للأفراد أو الجمعيات أو المؤسسات التجارية أو الأجهزة الحكومية (في الولايات المتحدة الأمريكية) بإطلاقها إلى الجو. هذه الانبعاثات تساهم في ظاهرة الاحتباس الحراري وتغير المناخ.
أصدقاء الأرض والمنظمات المماثلة يعرضون هذا المفهوم كأداة لتقدير الضرر البيئي الذي تسببت فيه سياسات البلدان المتقدمة في الماضي والحاضر، ولا سيما فيما يتعلق بالاحتباس الحراري وتغير المناخ. بعض الحكومات، بما في ذلك قيادة حزب العمال الأسترالي، تميل إلى اعتماد هذا النهج في التفكيرالتخفيف من آثار تغير المناخ ومع ذلك، فإن هذا المفهوم ليس له قيمة دون وجود قيمة عددية واضحة لبصمة الدفيئة زراعية المسموح بها، التي يصعب تحديدها أو تقديرها بسهولة.
تقييم ديون الدفيئة يُعتبر جزءًا من تحليل البصمة البيئية، ولكن يمكن استخدامه بشكل مستقل. يُعتبر تحليل الديون الناتجة عن الاحتباس الحراري، جنبًا إلى جنب مع تحليل "ديون المياه" وتقييم الأثر البيئي، أمرًا حيويًا لتمكين الأفراد والمنظمات والحكومات والمجتمعات من فهم التأثيرات التي تفرضها على غايا والبيئة والحياة والاحتباس الحراري.
ضمان أن تكون ديون الاحتباس الحراري على مستوى الصفر ضروري لتحقيق التنمية المستدامة بيئياً أو التراجع المستدام. فأي ديون تسببها ظاهرة الاحتباس الحراري ستزيد من صعوبة الحياة للأجيال القادمة من البشر وأشكال الحياة غير البشرية.
هناك ثلاث عواقب محتملة تحدث نتيجة لديون الاحتباس الحراري.
1. التخفيف :هناك فرصة لاستكشاف طرق تعويضية للحد من ديون الاحتباس الحراري بما يقضي على تأثيرهاالسلبي
2. التكيف :إيجاد طرق للتكيف مع ظاهرة الاحتباس الحراري وتغير المناخ الناتجة
3. المعاناة :انخفاض جودة حياة الفرد يمكن أن يكون نتيجة للعواقب المترتبة

## أنظر أيضا
- الديون البيئية
- بصمة بيئية